# The Boxer (chanson)
Pour les articles homonymes, voir The Boxer.
Singles de Simon and Garfunkel
Mrs. Robinson Bridge over Troubled Water
The Boxer est une chanson en anglais écrite par le musicien américain Paul Simon et interprétée par le duo Simon and Garfunkel. Elle est sortie en single en 1969 et figure ensuite sur le cinquième et dernier album studio du groupe, Bridge over Troubled Water, sorti en 1970. Elle figure à la 106e place du classement des 500 plus grandes chansons de tous les temps du magazine Rolling Stone.

## Enregistrement
L'enregistrement de la chanson commence à Nashville le 16 novembre 1968, Simon et Garfunkel étant accompagnés de plusieurs musiciens. Paul Simon et Fred Carter Jr jouent de la guitare acoustique en picking, Peter Drake de la pedal steel guitar et de la guitare dobro, Larry Knechtel du clavier, Charlie McCoy de l'harmonica, Joe Osborn de la guitare basse et Hal Blaine de la batterie. Un effet de réverbération est donné à la batterie en la plaçant en face d'un ascenseur et en amplifiant le son de la caisse claire avec un haut-parleur placé dans la cage d'ascenseur.
La partie vocale et le violon sont enregistrés en décembre aux studios Columbia de New York et la trompette ainsi que le chant du refrain à la chapelle Saint-Paul en raison de l'acoustique exceptionnelle du dôme,. L'enregistrement de la chanson demande en tout une centaine d'heures. Il comporte un couplet supplémentaire qui est ensuite supprimé de la version figurant sur l'album Bridge over Troubled Water mais peut être entendu sur les versions live des albums Live 1969 et The Concert in Central Park.

## Thèmes et composition
Les paroles prennent la forme d'une lamentation à la première personne où un jeune homme arrive à New York et n'arrive à trouver ni travail, ni amour, ne trouvant du réconfort qu'avec les prostituées de la Septième Avenue. Il décrit son combat pour surmonter la solitude, la pauvreté et la rudesse des hivers new-yorkais. Lors du couplet final, la chanson passe à la troisième personne et décrit un boxeur qui continue le combat malgré tous les coups qu'il reçoit, affirmant qu'il va abandonner mais se refusant à le faire. Le refrain ne comporte pas de paroles, seulement une répétition chantée de « lie-la-lie ». Paul Simon explique à ce propos qu'il n'a pas trouvé les mots justes et a dû se contenter de cet élément de substitution. Il l'a ressenti d'abord comme un échec avant de s'apercevoir que les gens appréciaient ce refrain et que cela donnait une portée plus universelle à la chanson.
Certains critiques musicaux ont vu la chanson comme une attaque contre Bob Dylan, le jeune homme arrivant à New York étant Dylan et les prostituées de la Septième Avenue correspondant aux studios de Columbia Records qui y étaient alors situés. Le « lie-la-lie » du refrain voudrait dire dans cette interprétation que Dylan ment au sujet de ses intentions musicales. Cette interprétation a toutefois été largement rejetée et il paraît plus probable que la chanson soit autobiographique, Simon l'ayant composé à une époque où les critiques ne l'épargnaient pas et exprimant ainsi à la fois sa lassitude et sa détermination,.

## Reprises
La chanson a été notamment reprise par Bob Dylan sur l'album Self Portrait (1970), Paul Butterfield sur l'album Live (1970), Emmylou Harris sur l'album Roses in the Snow (1980), Waylon Jennings sur l'album Right for the Time (1996), Deana Carter sur l'album The Chain (2007) et Mumford & Sons sur l'album Babel (2012).

## Classements
| Classement musical                 | Meilleure position |
| ---------------------------------- | ------------------ |
| Allemagne (Media Control AG)       | 19                 |
| Australie (ARIA Charts)            | 8                  |
| Autriche (Ö3 Austria Top 40)       | 9                  |
| Canada (Canadian Singles Chart)    | 3                  |
| États-Unis (Billboard Hot 100)     | 7                  |
| France (SNEP)[source insuffisante] | 57                 |
| Irlande (Irish Singles Chart)      | 7                  |
| Norvège (VG-lista)                 | 9                  |
| Pays-Bas (Nederlandse Top 40)      | 2                  |
| Royaume-Uni (UK Singles Chart)     | 6                  |
| Suède (Sverigetopplistan)          | 5                  |